# كارل أوليفر (عداء سريع)
كارل أوليفر (بالإنجليزية: Carl Oliver) هو عداء سريع باهاماسي، ولد في 30 يناير 1969 في Andros, The Bahamas ‏ في باهاماس.

## وصلات خارجية
- كارل أوليفر على موقع الاتحاد الدولي لألعاب القوى (الإنجليزية)
- كارل أوليفر على موقع اللجنة الأولمبية الدولية (الإنجليزية)
- كارل أوليفر على موقع أوليمبيديا (الإنجليزية)
- كارل أوليفر على موقع اتحاد ألعاب الكومنولث (مؤرشف) (الإنجليزية)